# Brisbane River
Brisbane River är den längsta floden i Queensland, Australien. Den är belägen i den sydöstra delen i Queensland och flyter bland annat genom staden Brisbane som en serpentin innan den töms i Moreton Bay. Floden är uppdämd av Wivenhoedammen och bildar sjön Wivenhoe, den viktigaste vattenförsörjningen till Brisbane. Floden fick sitt namn efter guvernören i New South Wales, Thomas Brisbane, av upptäcktsresanden John Oxley 1823.

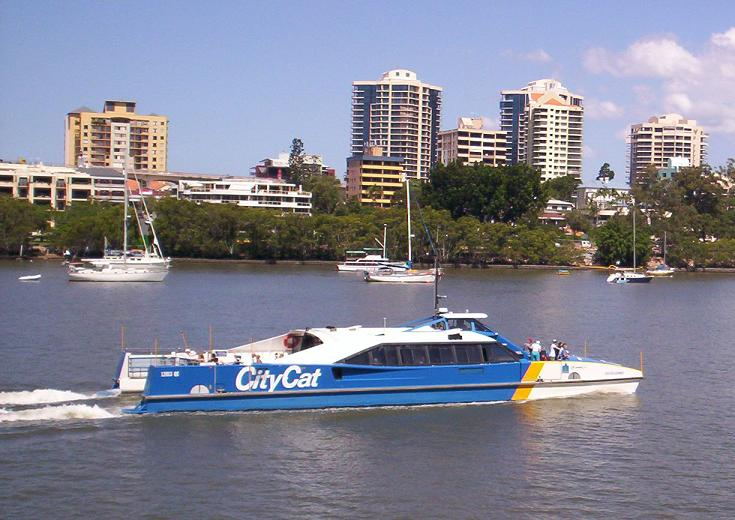
CityCat-katamaran på Brisbane River.

Färjetrafiken CityCat samlar upp och tar passagerare längs olika ställen på floden. Hamnen i Brisbane sörjer för förflyttning av större fartyg in i floden från Moreton Bay.

## Förlopp
Brisbane Rivers källa ligger i Brisbane Range, öster om Kingaroy innan den flyter söderut, förbi Mount Stanley innan den får  sällskap av Stanley River, strax söder om Somersetdammen innan den flyter ut i Wivenhoesjön. Bortom Wivenhoedammen slingrar sig den österut och möter Bremer River nära Ipswich; därefter tar den sin väg genom Brisbanes västra förorter, inklusive Jindalee, Indooroopilly och Toowong. Floden slingrar sig därefter genom stadskärnan. Här är höjdnivån 868 meter lägre än den högsta punkten i avrinningsområdet. Floden rinner sedan förbi flera kajer och varv, inklusive Pinkenba- och Portsidevarven, förbi Bulwer Island och Luggage Point via hamnen i Brisbane och till södra Bramble Bay, en inbuktning av Moreton Bay.

## Översvämningar

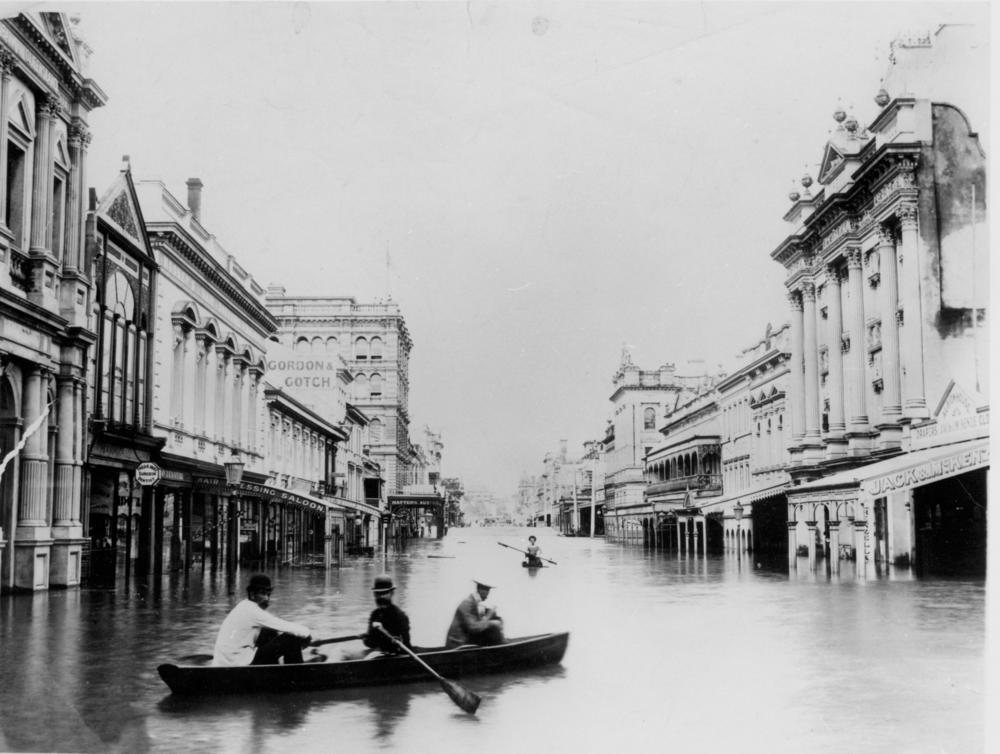
Brisbane River vid översvämningen 1893.

Brisbane River är ofta utsatt för översvämningar, även om antalet och omfattningen av dem har minskat till följd av byggandet av Wivenhoedammen.
Tidigare översvämningar har lett till både djupare och grundare floddjup, skapandet av nya sandbankar samt ökad tillförsel av sediment uppströms ifrån. Före uppfinningen av modern muddringsteknik av sediment som deponerats av översvämningar skapades risker för fartyg som trafikerar floden. 
Betydande översvämningar har inträffat flera gånger sedan den europeiska koloniseringen av Brisbane. Den mest betydelsefulla av dessa händelser var översvämningen 1974. Övriga mer kända översmämningar är: 
- 14 januari 1841 (högsta översvämningsnivån hittills)
- mars 1890
- februari 1893 – en översvämningssekvens når sin kulmen över cirka tre veckor, med högsta nivå i Brisbanes centrala affärsdistrikt. Sju människor miste livet i Eclipse Colliery i North Ipswich som en direkt följd av översvämningen. Flera andra liv gick förlorade på grund av drunkningsolyckor.
- februari 1931
- 27 januari 1974 (största översvämningen som drabbade Brisbane centralt på 1900-talet).
- 11 januari 2011 (förväntas överstiga 1974 års rekordnivå).

Översvämningar längs floden Brisbane har potential att få förödande konsekvenser. Mycket av flodens bankar är relativt höga, men toppas av en bred slätt. Älvens slingrande kurs innebär att vattnet från översvämningarna uppströms inte kan släppas ut snabbt i Moreton Bay. Alltså orsakar vattenflöde som är högre än normalt att vattennivåerna stiger och när väl bankarna har nåtts av flodvattnet kan detta spridas snabbt över stora delar av staden. 